# Scaphytopius aequinoctialis
Scaphytopius aequinoctialis är en insektsart som beskrevs av Van Duzee 1933. Scaphytopius aequinoctialis ingår i släktet Scaphytopius och familjen dvärgstritar. Inga underarter finns listade i Catalogue of Life.